# Парламентские выборы в Албании (1996)
Парламентские выборы в Албании 1996 года прошли в два тура — 26 мая и 2 июня 1996 года, став третьими многопартийными выборами в послевоенной истории страны. Результатом стала убедительная победа правящей Демократической партии, получившей 122 из 140 мест. Явка избирателей составила 89,1 %.
Из 140 избранных депутатов 17 (12,1 %) были женщинами.

## Предыстория
Подготовка к новым выборам, которые, как рассчитывал президент Сали Бериша, должны подтвердить доминирование Демократической партии на политической арене, активизировалась после ноябрьского референдума 1994 года, на котором большинство избирателей отвергло проект новой конституции. Закон, принятый парламентом 30 ноября 1995 года, запрещал баллотироваться сотрудникам и осведомителям Сигурими, а также лицам, занимавшим высокие государственные и партийные должности до 1991 года.

## Предвыборная кампания
В предвыборной гонке приняли участие 24 партии, выдвинувшие в общей сложности 1180 кандидатов. Правящая партия вышла на выборы с программой Vizioni 2000. Оппозиционная Социалистическая партия представила программу, основанную на предвыборном лозунге: «Вместе с нами к истинной демократии». Более мелкие политические группы объединились в две коалиции: Центристский полюс (алб. Poli i Qendres) и Албанская правая лига (алб. Poli i Qendres). Обе коалиции на выборах не играли большой роли.
В день первого тура шесть оппозиционных партий во главе с Социалистической снялись с выборов, обвинив Демократическую партию в запугивании. Международные наблюдатели отметили, что выборы были омрачены «рядом нарушений и технических недостатков», и пришли к выводу, что выборы «не соответствовали ни международным стандартам свободных и справедливых выборов», ни стандартам албанского законодательства. После того, как 29 мая были обнародованы результаты первого тура, Социалистическая партия Албании объявила, что не будет занимать свои места в Народном собрании. В результате почти все оппозиционные партии бойкотировали второй тур.

## Результаты
Выборы проводились в соответствии с новым избирательным законом от 1 февраля 1996 года. Согласно ему, 115 депутатов избирались по одномандатным округам, а остальные 25 по общенациональному списку пропорционально достигнутым результатам. Право голоса имели 2,2 млн граждан Албании. Явка избирателей превысила 89 %. 29 марта состоялся второй тур выборов, в ходе которого были избраны депутаты в 25 округах, в которых первый тур не принёс однозначного результата.
| Партия                    | Партия                                 | Лидер                    | Голоса    | Голоса | Голоса   | Места | Места |  |
| Партия                    | Партия                                 | Лидер                    | Голоса    | %      | Δ (п.п.) | Места | Δ     |  |
| ------------------------- | -------------------------------------- | ------------------------ | --------- | ------ | -------- | ----- | ----- |  |
|                           | Демократическая партия                 | Сали Бериша              | 914 218   | 55,53  | ▼2,08    | 122   | ▲30   |  |
|                           | Социалистическая партия                | Фатос Нано               | 335 402   | 20,37  | ▼3,50    | 10    | ▼131  |  |
|                           | Республиканская партия                 | Сабри Годо               | 94 567    | 5,74   | ▲2,85    | 3     | ▲2    |  |
|                           | Албанский национальный фронт           | Абас Эрменьи             | 81 822    | 4,97   | новая    | 2     | новая |  |
|                           | Партия единства в защиту прав человека | Вангел Дуле              | 66 529    | 4,04   | ▲1,35    | 3     | ▲1    |  |
|                           | Другие партии                          |                          | 153 943   | 9,35   |          | 0     |       |  |
|                           |                                        |                          |           |        |          |       |       |  |
| Недействительных голосов  | Недействительных голосов               | Недействительных голосов | 316 863   | 16,14  |          |       |       |  |
| Всего                     | Всего                                  | Всего                    | 1 963 344 | 100,00 |          | 140   | ▬     |  |
| Зарегистрировано / Явка   | Зарегистрировано / Явка                | Зарегистрировано / Явка  | 2 204 002 | 89,08  | ▼0,86    |       |       |  |
|                           |                                        |                          |           |        |          |       |       |  |
| Источник: Nohlen & Stöver |                                        |                          |           |        |          |       |       |  |

## После выборов
Результаты выборов практически маргинализировали все политические силы, противостоящие правящим демократам. Орган социалистической партии «Зери и популлит» сообщил о более чем 200 случаях избиения или запугивания кандидатов от оппозиции перед выборами. Уже в день голосования представители оппозиции зафиксировали ряд нарушений, сопровождавших выборы (сокращение количества наблюдателей в избирательных комиссиях, многократное голосование одними и теми же людьми, навязчивые убеждения голосовать за правящую партию). Со дня выборов началась серия демонстраций, организованных Социалистической партией Албании, с требованием аннулировать результаты и возобновить выборы. 27 мая 1996 года в Тиране прошла акция протеста, которую власти признали незаконной и применили против демонстрантов силу. Мнения наблюдателей за выборами разделились, только Human Rights Watch высказала однозначно негативное мнение о выборах в Албании. 30 мая ОБСЕ призвала власти Албании провести повторные выборы в некоторых округах. 2 июня 1996 года был проведён второй тур выборов, который оппозиционные партии бойкотировали. Под давлением ОБСЕ власти согласились на повторные выборы в 17 округах, в которых были нарушения. Третий тур выборов состоялся 16 июня — и на этот раз оппозиция бойкотировала выборы. Избранный в 1996 году парламент просуществовал меньше года. Крах финансовых пирамид и дестабилизация государства весной 1997 года привели к роспуску парламента 16 мая и досрочным выборам.